# 张厚英
张厚英（？—），男，中国空间科学家，中国科学院国家空间科学中心研究员，曾任中国载人航天工程应用系统总指挥，中国空间科学学会副理事长。